# KIAA0368
KIAA0368‏ (Ecm29 proteasome adaptor and scaffold) هوَ بروتين يُشَفر بواسطة جين KIAA0368 في الإنسان.